# 長岡京市立長岡第五小学校
長岡京市立長岡第五小学校（ながおかきょうしりつ ながおかだいごしょうがっこう）は、京都府長岡京市下海印寺にある市立小学校。略称「五小」、「長五小」。

## 概要
長岡京市南西部に位置し、一帯は丘陵地帯となっている。市内5番目の小学校として、長岡京市立長法寺小学校より分離・独立し開校した。校地は池を埋めて造成された。

## 沿革
- 1971年（昭和46年）
  - 4月 - 長岡町立長岡第五小学校開校
  - 7月 - 理科観察池竣工
  - 9月 - 校旗を制定
- 1972年（昭和47年）
  - 1月 - 校歌の制定
  - 2月 - 体育館竣工
  - 3月 – 校舎を増築
  - 6月 - 学童保育所竣工
  - 10月 - 市制施行により長岡京市立長岡第五小学校と校名変更
- 1973年（昭和48年）4月 - プレハブ校舎を増築
- 1975年（昭和50年）4月 - 校舎を増築
- 1980年（昭和55年）
  - 3月 - 南校舎を増築
  - 4月 - 米飯給食実施
- 1985年（昭和60年）9月 – プールで児童が水死する事故が発生
- 1998年（平成10年）10月 - コンピューター教室設置
- 1999年（平成11年）
  - 4月 - 図書館司書を配置
  - 9月 - トイレ（1か所）のリニューアル工事完了
- 2002年（平成14年）4月 - 学校給食の一部民間委託を開始
- 2006年（平成18年）10月 - コンピューター機器を更新
- 2008年（平成20年）9月 - 普通教室にエアコンを設置
- 2009年（平成21年）11月 - 北棟の耐震補強工事完了

## 校歌
- 作詞：校長
- 作曲：西山学園 教員

## 主な進学先

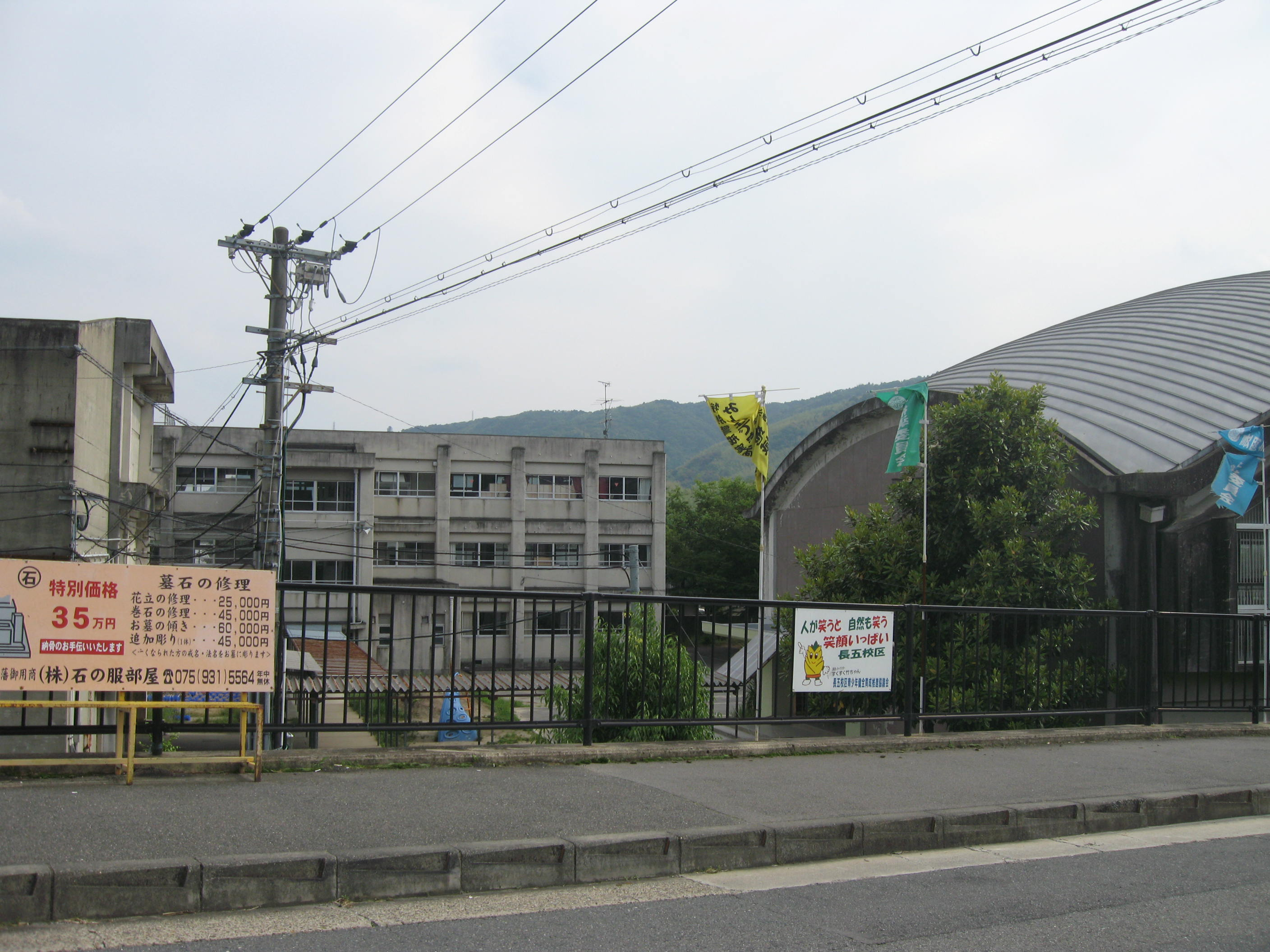
バス停から撮影した長岡第五小学校

- 長岡京市立長岡第四中学校

## 著名な出身者
- 中小路健吾 - 長岡京市長
- 家長昭博 - プロサッカー選手[1]

## 交通
- JR東海道本線 長岡京駅下車
- 阪急京都線 長岡天神駅下車

## 通学区域が隣接している学校
- 長岡京市立長法寺小学校
- 長岡京市立長岡第六小学校
- 長岡京市立長岡第四小学校
- 大山崎町立第二大山崎小学校
- 大山崎町立大山崎小学校
- （大阪府）島本町立第一小学校 （飛び地）
- （大阪府）島本町立第二小学校